# Pistoria kratke
Pistoria kratke är en fjärilsart som beskrevs av Tite 1962. Pistoria kratke ingår i släktet Pistoria och familjen juvelvingar. Inga underarter finns listade i Catalogue of Life.